# Prowincja Werona
Werona (wł. Verona, ofic. Provincia di Verona) – prowincja we Włoszech. 
Nadrzędną jednostką podziału administracyjnego jest region (tu: Wenecja Euganejska), a podrzędną jest gmina.
Liczba gmin w prowincji: 98.